# فريدريك كارل فون سافيني
فريدريك كارل فون سافيني، (بالألمانية: Friedrich Carl von Savigny) (و 21 فبراير، 1779- ت 25 أكتوبر، 1861)، هو فقيه ومؤرخ قانوني ألماني. كان أستاذا للقانون الروماني بجامعة هومبولت في برلين (1810-1842)، وكان أول مدير لها. يعتبر مؤسس المدرسة التاريخية في القانون، ففي عام 1814 عارض دعوة الفقيه أنطون تيبوت إلى وضع تقنين لألمانيا، داعياً إلى أن القانون في تطور مستمر، لأنه ثمرة الظروف الاجتماعية والتطور، وليس ثمرة للعقل والتفكير. تعد كتاباته في القانون الروماني نموذجاً للدراسات التاريخية في علم القانون. أكبر مؤلفاته هي «تاريخ القانون الروماني في العصور الوسطى» (سبعة أجزاء 1834-1851). وكتاباته في القانون الروماني في النظم الأوروبية الحديثة تتضمن كتاب «قانون الحيازة»، و«نظم القانون الروماني الحديث».
كما يعتبر مؤسس نظام القانون المدني الحديث في ألمانيا، ومؤسس نظام القانون الخاص. وله مساهمات عظيمة في الدفاع عن الفقه التاريخي في تعرُّف القوانين القائمة والعمل بها.

## سيرته
ولد سافيني لأسرة من نبلاء الأراضي مما أتاح له فرص الدراسة في جامعة ماربورغ وجامعة غوتينغن، على يد الأستاذ أنطون باور الذي كان رائداً في إصلاح القانون الجنائي الألماني، وأيضاً تتلمذ على يد الأستاذ فيليب فريدريك فايس الذي اشتهر بمعرفته العميقة بتشريع العصور الوسطى. وكتقليد شائع بين الطلبة الألمان آنذاك، درس فريدريك في عدة جامعات، منهم؛ جامعة ينا، وجامعة لايبتزغ، وجامعة هاله. تخرج بدرجة دكتوراه في القانون في عام 1800، وباشر تدريس القانون فور تخرجه، وبسبب أوضاعه المادية الميسورة وقف مواهبه كلها على التدريس.
في عام 1808 عُين أستاذاً للقانون الروماني في جامعة لاندسهوت، وفي عام 1810، دُعي إلى جامعة هومبولت في برلين وأصبح بسرعة أحد أكثر أساتذتها شهرة، وبقي يدرس فيها حتى آخر حياته. في عام 1817 أصبح سافيني عضواً في المجلس البروسي السري، وفي عام 1819 عُين قاضياً في محكمة الاستئناف والنقض في برلين لمقاطعة الراين. في عام 1826 أصبح عضواً في لجنة إعادة النظر في القانون البروسي، وفي عام 1842 انقطع عن التدريس ليتولى وزارة إعادة النظر في القوانين. وعلى أثر ثورة عام 1848 خرج فريدريك من الوزارة ليستأنف نشاطه التدريسي.
كتب سافيني الكثير من المؤلفات في القانون وأول كتبه هو: «رسالة حول الملكية أو قانون التملك في التشريع المدني»، وضعه في طريق الشهرة الواسعة وعُد هذا الكتاب، بعد إعادة طبعه للمرة السادسة عام 1848، بداية
ظهور الكتاب الجامعي في تدريس الحقوق. ورداً على دعوة أنطون تيبوت حول إصدار قانون مدني موحد لكل الولايات الألمانية نشر سافيني كتيباً مشهوراً «حول كفاءة عصرنا في التشريع والفقه» (1831)، وكان هذا الكتيب بداية انطلاق الفكر الحقوقي في مسار جديد يقوم أساس ربط التشريع مع متطلبات الحياة وتكييفه مع حاجات الناس. فقد رسم سافيني في هذا الكتيب مراحل تطور التشريع على وهي بدءً؛ يتطور العرف والعادة عند الناس وثانياً، تتعمم الأحكام القضائية ومن ثم تقبل بها السلطات العاملة، فحسب سافيني لا يصدر التشريع إرادياً واعتباطياً وإنما يأتي تلبية لحاجة محسوسة.
بين عامي 1815 و1831، أعد سافيني كتابه: «تاريخ القانون الروماني في القرون الوسطى» وعُد سافيني بذلك مؤسس الدراسات الحديثة في القانون القروسطي. وفي كتابه المؤلف من ثمانية مجلدات (1840ـ1849م)، بعنوان «نظام القانون الروماني الحديث»، أسس سافيني منظومته حول القانون الدولي الخاص متأثراً، على نحو واضح بالمحامي الأمريكي وعضو المحكمة الأمريكية العليا جوزيف ستوري. في عام 1850 نشر سافيني مجموعة مؤلفاته تحت عنوان «كتابات متنوعة» وبين عامي 1850 و1853، أصدر كتاباً بمجلدين بعنوان «قانون العقود» أتم فيه أفكاره عن القانون الروماني الحديث.
وقد تأثرت فلسفة القانون عند سافيني بشغفه بالحركة الرومانسية الألمانية في بداية القرن التاسع عشر، فقد أصر سافيني دائماً على أن التشريع لا يكون تعبيراً عن إرادة السلطة تفرضها على الشعب، وإنما يجب أن يكون انعكاساً لحاجات الناس وتلبية لمطالبهم، فكان يردد أن دروس التاريخ توضح عدم جدوى الإسراع في إصدار القوانين قبل أن يستشعر الناس الحاجة إليها ويقبلون العمل بموجبها. كما تأثر سافيني بآراء الفيلسوف إيمانويل كانت في أن القانون ليس متطابقاً مع الأخلاق، وإنما هو انعكاس لمجموعة الشروط المعقدة بحيث يسمح بتوفير الحد الأعلى من الحرية لكل فرد. أي أن علم التشريع يجب أن يوفق بين الناحية التاريخية «نضج الظروف»، وبين إتاحة الحرية للناس حسب استشعارهم للحاجة. تأسس نظام سافيني في الحقوق الخاصة على مقاربة إيمانويل كانت في أنه نظام لحقوق الحرية الشخصية للأفراد الذين ينظمون علاقاتهم القانونية، على نحو رئيس بعقود مستقلة يتوافقون عليها.

## روابط خارجية
- فريدريك كارل فون سافيني على موقع الموسوعة البريطانية (الإنجليزية)